# Heinz Stuybrug
De Heinz Stuybrug (brug 334) is een vaste brug in Amsterdam-Oost.
De voetgangers- en fietsersbrug is gelegen in de Radioweg en overspant de Molenwetering nabij het Middenmeerpad. De brug in de vorm van een duiker is van de hand van Piet Kramer. Het is een laat voorbeeld uit de door hem gehanteerde Amsterdamse Schoolstijl. Het ontwerp zou daarbij stammen uit 1946, maar de brug werd pas geplaatst in 1953, toen Amsterdam de Radioweg verlengde vanwege de aanleg van een sportcomplex. De brug heeft dan wel een lager "rangnummer" dan de nummers 335, 336 , 337 en 338, maar is dus later aangelegd. De brug is uiterst sober, bij de bakstenen wanden zijn geen enkele versieringen aangebracht, wat wel gangbaar is bij Kramers bruggen.
De brug is in 2005 vernoemd naar Heinz Stuy, doelman van het elftal van AFC Ajax dat in de jaren 1971, 1972 en 1973 de Europacup I won. Tegelijkertijd kregen andere bruggen in de toenmalige nieuwbouwwijk, waar voorheen het Ajax-stadion De Meer lag, namen vernoemd naar andere spelers in dat team.
<<< · 300 · 301 · 302 · 303 · 304 · 305 · 306 · 307 · 308 · 309 · 310 · 311 · 312 · 313 · 314 · 315 · 316 · 317 · 318 · 320 · 321 · 322 · 323 · 324 · 325 · 327 · 328 · 330 · 331 · 332 · 333 · 334 · 335 · 336 · 337 · 338 · 339 · 340 · 341 · 342 · 343 · 344 · 345 · 346 · 347 · 348 · 349 · 350 · 351 · 352 · 353 · 354 · 355 · 356 · 357 · 358 · 359 · 360 · 361 · 362 · 363 · 364 · 365 · 366 · 367 · 368 · 371 · 372 · 373 · 374 · 375 · 376 · 377 · 378 · 379 · 380 · 381 · 382 · 383 · 385 · 386 · 387 · 388 · 389 · 390 · 391 · 392 · 393 · 394 · 395 · 396 · 397 · 398 · 399 · >>>
Brugnummers 319, 326, 329 (tijdelijke duiker in de Ringspoordijk), 369, 370, 384 zijn niet (meer) vergeven.
Heinz Stuybrug · Wim Suurbierbrug · Velibor Vasovićbrug · Barry Hulshoffbrug · Horst Blankenburgbrug · Ruud Krolbrug · Gerrie Mührenbrug · Arie Haanbrug · Johan Neeskensbrug · Nico Rijndersbrug · Sjaak Swartbrug · Johnny Repbrug · Dick van Dijkbrug · Johan Cruijffbrug · Piet Keizerbrug · Rinus Michelsbrug